# Dondo (Moçambique)
Dondo é uma cidade da província de Sofala, em Moçambique. Desde 1998 é um município com governo local eleito e também a sede do distrito do mesmo nome. Já foi concelho no período colonial, tendo este sido criado em 1959. A então vila foi elevada a cidade em 24 de Julho de 1986.

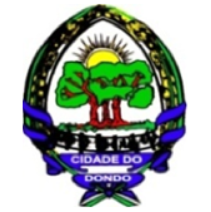
Brasão

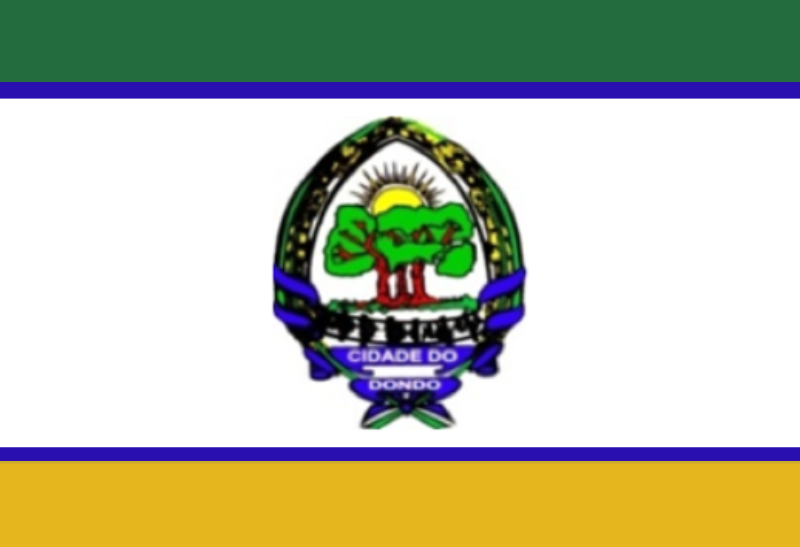
Bandeira

De acordo com o censo de 1997, a cidade do Dondo tinha 71 644 habitantes e a população estimada do município em 2003 era de cerca de 61 000 habitantes, numa área de 382 km².
Manuel Virade Chaparica é, desde janeiro de 2019, o presidente do Conselho Municipal.
Foi uma das localidades mais afetadas pelo ciclone Idai.

## Infraestrutura
O Dondo é a principal interconexão ferroviária do centro de Moçambique, pois conserva a estação ferroviária que serve como junção dos caminhos de ferro de Sena e de Machipanda.
A cidade também é ligada ao território nacional pela Rodovia Transafricana 9 (TAH 9/N6).